# إد هنري
إد هنري (بالإنجليزية: Ed Henry)‏ هو سياسي أمريكي، ولد في 30 مارس 1921 في الولايات المتحدة، وتوفي في 30 سبتمبر 2010 في الولايات المتحدة. حزبياً، نشط في الحزب الديمقراطي.